# Gennadi
Der Ort Gennadi (griechisch Γεννάδι (n. sg.)) liegt an der südlichen Ostküste der griechischen Dodekanesinsel Rhodos, etwa 27 km von Lindos und 65 km von der Stadt Rhodos entfernt.
Seit 2011 bildet Gennadi die gleichnamige, 33,475 km² große Ortsgemeinschaft Genadi (Topiki Kinotita Gennadiou Τοπική Κοινότητα Γενναδίου) im Gemeindebezirk Notia Rodos der Gemeinde Rhodos.